# Stop trick
Um stop trick (literalmente "truque de parar") é um efeito especial usado no cinema. Ocorre quando se filma um objeto e, enquanto a câmera está desligada, o objeto é movido para fora da vista da câmera, em seguida, a câmera é ligada novamente. Ao ver o filme, parece ao telespectador que o objeto desaparece.
Georges Méliès descobriu o stop trick acidentalmente quando estava gravando o tráfego de uma rua em Paris. O mecanismo de sua câmera paralisou, o tráfego continuou se movendo normalmente mas a câmera de Méliès parou de filmar até que ele pudesse arrumar o mecanismo. Mais tarde, ao projetar o filme, ele ficou surpreso ao ver um ônibus se transformar de repente num carro funerário. O que realmente aconteceu é que o ônibus havia se movido para fora da câmera depois que ela parou e havia sido substituída pelo carro funerário quando continuou filmando. Méliès utilizou esta técnica para fazer truques mágicos. Por exemplo, podia filmar um mágico e sua ajudante, o mago fazia um gesto e Melies parava a câmara. Logo ele dizia a menina para que se posicionasse fora da vista da câmera e começava a rodar de novo. Ao exibir o filme pronto, parecia que a ajudante havia desaparecido de repente, após o gesto do mago.
Esta técnica não deve ser confundida com o Stop motion, uma técnica de animação fotograma a fotograma (ou quadro a quadro).